# Горкун Марія Григорівна
Марі́я Григо́рівна Горку́н (6 жовтня 1926, Горлівка — 17 вересня 2021, Київ) — вчена-мовознавець, кандидат філологічних наук (1960), професор (1978), авторка підручників з англійської мови для студентів.

## Біографічні дані
Народилася 6 жовтня 1926 року в Горлівці.
У 1950 році закінчила Київський університет ім. Т. Г. Шевченка. 
З 1950 по 1952 рік  працювала в Житомирському інституті іноземних мов. 
З 1952 — Київському технологічному інституті легкої промисловості: з 1962 по 1990 — завідувач кафедри іноземних мов. 
З 1972 по 1990 — голова Науково-методичної ради іноземних мов при Мінвузі УРСР. 
З 1992 по 1994 працювала в Міністерстві освіти і науки України, розробляла стандарт навчання англійській мові в нових умовах. 
З 1994 по 2006 — професор кафедри англійської мови у Києво-Могилянській академії.
Померла 17 вересня 2021 року в Києві.

## Наукова робота
Основний напрям досліджень — методологія навчання іноземних мов у немовних ЗВО. Авторка комплексу підручників з англійської мови для 1—4 курсів на основі мовленнєво-діяльнісного підходу.

### Основні праці
За ЕСУ:
- Англо-русский частотный швейный словарь. — К., 1971 (співавтор);
- Підручник англійської мови. — К., 1972; 1979; 1986; 1991;
- Диафильм как средство повышения эффективности обучения иноязычной речевой деятельности в неязыковом вузе // Проблемы ВШ. — 1981. — Вып. 44;
- Авторський курс англійської мови: General English. — К., 1999;
- Роль тексту і методи навчання англійській мові // Наук. зап. НаУКМА. — 2001. — Т. 19, ч. 1;
- Місце мотивації в мовленнєво-діяльнісному підході навчання англійської мови як іноземної // Наук. зап. НаУКМА. — 2002. — Т. 20, ч. 1;
- Мовленнєва діяльність як об’єкт навчання іноземної мови // Наук. зап. НаУКМА. — 2004. — Т. 34;
- Особливість мовленнєво-діяльнісного підходу в навчанні іноземної мови // Наук. зап. НаУКМА. — 2006. — Т. 60.[2]